# Karacaburç, Şehitkamil
Karacaburç là một xã thuộc huyện Şehitkamil, tỉnh Gaziantep, Thổ Nhĩ Kỳ.